# Vena (Piedimonte Etneo)
Vena is een plaats (frazione) in de Italiaanse gemeente Piedimonte Etneo.